# Países Baixos Caribenhos
Os Países Baixos Caribenhos (em neerlandês:  Caribisch Nederland) são três municípios que tiveram independência das Antilhas Neerlandesas após sua dissolução em 10 de outubro de 2010. Estão situados a leste de Aruba e Curaçau perto da costa da Venezuela. As ilhas têm uma população de 21 mil habitantes.

## Geografia
O país é composto pelas seguintes ilhas:
- Bonaire uma cadeia de lagos situada perto da costa da Venezuela.
- Saba e Santo Eustáquio fazem parte das ilhas de Barlavento, estão localizadas perto de Porto Rico e das Ilhas Virgens. As Ilhas do Barlavento são todas de origem vulcânica e montanhosas, deixando pouco terreno adequado para a agricultura. O ponto mais alto é Mount Scenery, 887 metros, em Saba (também o ponto mais alto em todo o Reino dos Países Baixos).

### Clima
O clima predominante na região é o tropical com temperaturas altas durante o ano todo. As ilhas de Sotavento são mais quentes e mais secas do que as ilhas de Barlavento. No verão, as ilhas Barlovento podem ser atingidas por furacões.

### Subdivisões
O país está dividido em três municípios, sua capital ainda não foi escolhida.
- Bonaire 13.389 habitantes;
- Santo Eustáquio 2.886 habitantes;
- Saba 1.737 habitantes.

## Moeda
Até 1 de janeiro de 2011, as três ilhas usavam o florim das Antilhas Neerlandesas; Depois disso, todas as três ilhas mudaram para o dólar estadunidense, em vez do euro (que é usado nos Países Baixos Europeus) ou o florim caribenho (que está programado para ser adotado pelas outras duas ex-ilhas das Antilhas Neerlandesas de Curaçau e São Martinho).